# Graphe symétrique

Le Graphe de Petersen est un graphe cubique symétrique.

En théorie des graphes, un graphe non orienté G=(V,E) est symétrique (ou arc-transitif) si, étant donné deux paires quelconques de sommets reliés par une arête u1—v1 et u2—v2 de G, il existe un automorphisme de graphe :
{\displaystyle f:V\rightarrow V}
tel que
{\displaystyle f(u_{1})=u_{2}} et {\displaystyle f(v_{1})=v_{2}}.
En d'autres termes, un graphe est symétrique si son groupe d'automorphismes agit transitivement sur ses paires ordonnées de sommets reliés. Un tel graphe est parfois appelé 1-arc-transitif.
Par définition, un graphe symétrique sans sommet isolé est sommet-transitif et arête-transitif. La distinction entre arête-transitif et arc-transitif est subtile: « Arête-transitif » signifie que pour toute paire d'arêtes {\displaystyle u_{1}{-}u_{2}} et {\displaystyle v_{1}{-}v_{2}}, il existe un automorphisme {\displaystyle f} qui envoie l'une sur l'autre, donc tel que {\displaystyle f(u_{1}){-}f(u_{2})=v_{1}{-}v_{2}}, alors que « arc-transitif » demande qu'en plus {\displaystyle f(u_{1})=v_{1},f(u_{2})=v_{2}} et que, pour un autre automorphisme {\displaystyle f'}, on ait {\displaystyle f'(u_{1})=v_{2},f'(u_{2})=v_{1}}. Si un graphe est arête-transitif sans être 1-transitif, alors toute arête peut être envoyée sur toute autre, mais seulement d'une seule parmi les deux façons possibles.
Le terme « symétrique » est d'ailleurs parfois employé pour désigner un graphe qui soit simplement arête-transitif et sommet-transitif ; cette utilisation du terme est ambiguë, car il existe des graphes qui sont arête-transitifs et sommet-transitifs sans être arc-transitifs. Ces graphes sont rares : le plus petit exemple est le graphe de Doyle.
Dans les cas des graphes de degré impair, un graphe arête-transitif et sommet-transitif est cependant nécessairement arc-transitif.

## Les graphes cubiques symétriques
Un graphe cubique est un graphe régulier dont tous les sommets sont de degré 3. Les graphes cubiques symétriques sont les premiers graphes réguliers symétriques intéressants, le cas régulier de degré 2 étant trivial et se résumant aux graphes cycles.
Les graphes cubiques symétriques sont catalogués par Ronald M. Foster à partir de 1934. En 1988 un livre écrit par Ronald M. Foster, I.Z. Bouwer, W.W. Chernoff, B. Monson et Z. Star est publié contenant une liste, alors jugée exhaustive de tous les graphes cubiques symétriques jusqu'à l'ordre 512. Quelques spécimens d'ordre inférieur ou égal à 512 manquent en fait à la liste (les graphes F480B, F432E, F448C, F480C, F480D, F486D, F512D, F512E, F512F, F512G). En 2002, Marston Conder complète la liste et l'étend jusqu'à l'ordre 768, puis jusqu'à l'ordre 2048 en 2006 et jusqu'à l'ordre 10000 en 2011,.
Les premiers graphes cubiques symétriques (en nombres de sommets) sont regroupés dans la table suivante :
| Ordre | Graphe                                        |
| 4     | Le graphe tétraédrique (le graphe complet K4) |
| 6     | Le graphe biparti complet K3,3                |
| 8     | Le graphe hexaédrique                         |
| 10    | Le graphe de Petersen                         |
| 14    | Le graphe de Heawood                          |
| 16    | Le graphe de Möbius-Kantor                    |
| 18    | Le graphe de Pappus                           |
| 20    | Le graphe de Desargues                        |
| 20    | Le graphe dodécaédrique                       |

En 2008, une version étendue aux graphes réguliers de degrés 4 et 5 mais non exhaustive du Foster Census est établie par Alain Bretto et Luc Gillibert.

## Article lié
- Lexique de la théorie des graphes — définition de « arc-transitif »